# Cavitat de microones

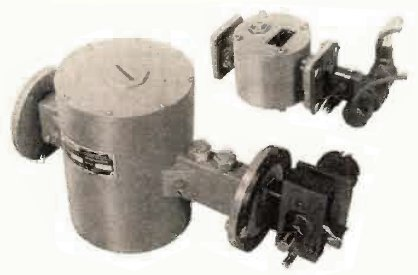
Dues cavitats de microones (esquerra) de 1955, cadascuna connectada per una guia d'ones a un klystron reflex (dreta) un tub de buit utilitzat per generar microones. Les cavitats serveixen com a ressonadors (circuits de tancs) per determinar la freqüència dels oscil·ladors

Una cavitat de microones o cavitat de radiofreqüència (cavitat RF ) és un tipus especial de ressonador, que consisteix en una estructura metàl·lica tancada (o en gran part tancada) que confina els camps electromagnètics a la regió de microones o RF de l'espectre. L'estructura és buida o plena de material dielèctric. Les microones reboten entre les parets de la cavitat. A les freqüències de ressonància de la cavitat es reforcen per formar ones estacionàries a la cavitat. Per tant, la cavitat funciona de manera semblant a un tub d'orgue o caixa de ressonància d'un instrument musical, oscil·lant preferentment a una sèrie de freqüències, les seves freqüències de ressonància. Així, pot actuar com un filtre de pas de banda, permetent que passin microones d'una freqüència determinada mentre bloqueja les microones a freqüències properes.
Una cavitat de microones actua de manera similar a un circuit ressonant amb pèrdues extremadament baixes a la seva freqüència de funcionament, donant com a resultat factors de qualitat (factors Q) de l'ordre de 106, per a cavitats de coure, en comparació amb 10 2 per als circuits fets amb inductors separats i condensadors a la mateixa freqüència. Per a cavitats superconductores, són possibles factors de qualitat fins a l'ordre de 10 10. S'utilitzen en lloc de circuits ressonants a freqüències de microones, ja que a aquestes freqüències no es poden construir circuits ressonants discrets perquè els valors d'inductància i capacitat necessaris són massa baixos. S'utilitzen en oscil·ladors i transmissors per crear senyals de microones i com a filtres per separar un senyal a una freqüència determinada d'altres senyals, en equips com ara equips de radar, estacions de relé de microones, comunicacions per satèl·lit i forns de microones.
Les cavitats de RF també poden manipular partícules carregades que les travessen mitjançant l'aplicació de tensió d'acceleració i, per tant, s'utilitzen en acceleradors de partícules i tubs de buit de microones com els klystrons i magnetrons.

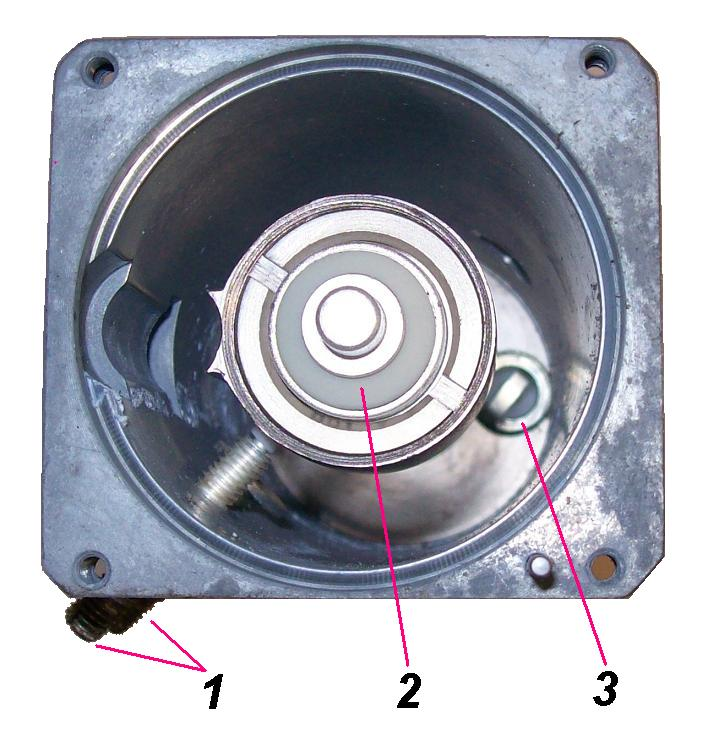
L'interior d'una cavitat d'un transmissor de radar militar rus, amb la coberta retirada. La cavitat serveix com a circuit ressonant d'un oscil·lador que utilitza el tub de buit del triode a l'interior. Parts:(1) Un condensador de tall de cargol que s'utilitza per ajustar la freqüència (2) La part superior del GS13-1 (ГС-13-1) triode que genera les microones (3) Un bucle d'acoblament de cables del qual es pren la potència de sortida.

## Teoria del funcionament
La majoria de cavitats ressonants estan fetes de seccions tancades (o en curtcircuit) de guia d'ones o material dielèctric d'alta permitivitat (vegeu ressonador dielèctric). L'energia elèctrica i magnètica s'emmagatzema a la cavitat. Aquesta energia decau amb el temps a causa de diversos mecanismes de pèrdua possibles.
La secció "Física de les cavitats SRF" de l'article sobre la radiofreqüència superconductora conté una sèrie d'expressions importants i útils que s'apliquen a qualsevol cavitat de microones:
L'energia emmagatzemada a la cavitat ve donada per la integral de la densitat d'energia de camp sobre el seu volum,
{\displaystyle U={\frac {\mu _{0}}{2}}\int {|{\overrightarrow {H}}|^{2}dV}}
on:
H és el camp magnètic de la cavitat i
μ 0 és la permeabilitat de l'espai lliure.
La potència dissipada només a causa de la resistivitat de les parets de la cavitat ve donada per la integral de les pèrdues de paret resistives sobre la seva superfície,
{\displaystyle P_{d}={\frac {R_{s}}{2}}\int {|{\overrightarrow {H}}|^{2}dS}}
on:
R s és la resistència superficial.
Per a cavitats de coure que operen a prop de la temperatura ambient, R s es determina simplement per la conductivitat elèctrica a granel mesurada empíricament σ, vegeu Ramo et al pp.288-289
{\displaystyle R_{s\ normal}={\sqrt {\frac {\omega \mu _{0}}{2\sigma }}}}
El factor de qualitat d'un ressonador es defineix per
{\displaystyle Q_{o}={\frac {\omega U}{P_{d}}}}
on:
ω és la freqüència de ressonància en [rad/s],
U és l'energia emmagatzemada en [J], i
P d és la potència dissipada en [W] a la cavitat per mantenir l'energia U.
Les pèrdues bàsiques es deuen a la conductivitat finita de les parets de la cavitat i a les pèrdues dielèctriques del material que omple la cavitat. Existeixen altres mecanismes de pèrdua a les cavitats evacuades, per exemple l'efecte multipactor o l'emissió d'electrons de camp. Tant l'efecte multipactor com l'emissió d'electrons de camp generen abundants electrons dins de la cavitat. Aquests electrons són accelerats pel camp elèctric de la cavitat i així extreuen energia de l'energia emmagatzemada de la cavitat. Finalment, els electrons xoquen contra les parets de la cavitat i perden la seva energia. A les cavitats de radiofreqüència superconductores hi ha mecanismes addicionals de pèrdua d'energia associats al deteriorament de la conductivitat elèctrica de la superfície superconductora per escalfament o contaminació.
Cada cavitat té nombroses freqüències de ressonància que corresponen a modes de camp electromagnètic que satisfan les condicions de límit necessàries a les parets de la cavitat. A causa d'aquestes condicions de límit que s'han de complir a la ressonància (els camps elèctrics tangencials han de ser zero a les parets de la cavitat), a la ressonància, les dimensions de la cavitat han de satisfer uns valors particulars. Depenent del mode transversal de ressonància, les dimensions de la cavitat transversal es poden limitar a expressions relacionades amb funcions geomètriques, o a zeros de funcions de Bessel o les seves derivades (vegeu més avall), depenent de les propietats de simetria de la forma de la cavitat. Alternativament, es dedueix que la longitud de la cavitat ha de ser un múltiple enter de la mitja longitud d'ona a la ressonància. En aquest cas, una cavitat ressonant es pot considerar com una ressonància en una línia de transmissió de mitja longitud d'ona en curtcircuit.
Les dimensions externes d'una cavitat es poden reduir considerablement en el seu mode de freqüència més baixa carregant la cavitat amb elements capacitius o inductius. Les cavitats carregades solen tenir simetries més baixes i comprometen certs indicadors de rendiment, com ara el millor factor Q. Com a exemples, la cavitat reentrant i el ressonador helicoïdal són cavitats amb càrrega capacitiva i inductiva, respectivament.

## Freqüències de ressonància
Les freqüències de ressonància d'una cavitat són funció de la seva geometria.

### Cavitat rectangular

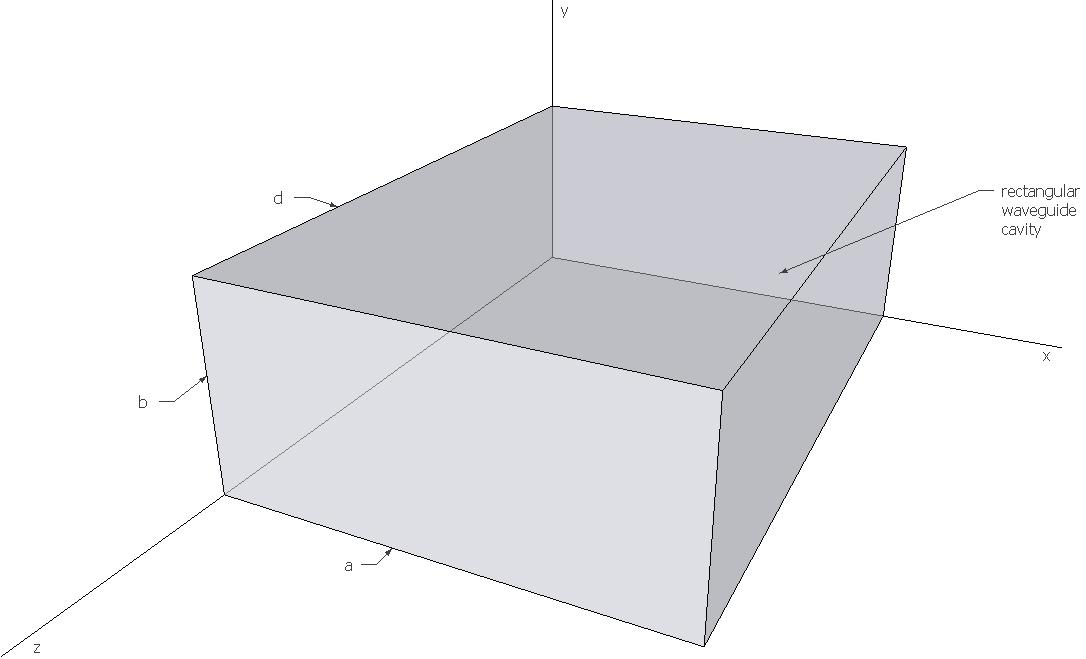
Cavitat rectangular

Freqüències de ressonància d'una cavitat rectangular de microones per a qualsevol {\displaystyle \scriptstyle TE_{mnl}} o {\displaystyle \scriptstyle TM_{mnl}} El mode ressonant es pot trobar imposant condicions de límit a les expressions del camp electromagnètic. Aquesta freqüència es troba a la pàgina 546 de Ramo et al:

| {\displaystyle {\begin{aligned}f_{mnl}&={\frac {c}{2\pi {\sqrt {\mu _{r}\epsilon _{r}}}}}\cdot k_{mnl}\\&={\frac {c}{2\pi {\sqrt {\mu _{r}\epsilon _{r}}}}}{\sqrt {\left({\frac {m\pi }{a}}\right)^{2}+\left({\frac {n\pi }{b}}\right)^{2}+\left({\frac {l\pi }{d}}\right)^{2}}}\\&={\frac {c}{2{\sqrt {\mu _{r}\epsilon _{r}}}}}{\sqrt {\left({\frac {m}{a}}\right)^{2}+\left({\frac {n}{b}}\right)^{2}+\left({\frac {l}{d}}\right)^{2}}}\end{aligned}}} | \| \| \| \| \| \| \| \| | (1) |
| |                         |     |
| |                         |     |
on {\displaystyle \scriptstyle k_{mnl}} és el nombre d'ona, amb {\displaystyle \scriptstyle m}, {\displaystyle \scriptstyle n}, sent els números de mode i {\displaystyle \scriptstyle a}, {\displaystyle \scriptstyle b}, {\displaystyle \scriptstyle d} sent les dimensions corresponents; c és la velocitat de la llum en el buit; i {\displaystyle \scriptstyle \mu _{r}} i {\displaystyle \scriptstyle \epsilon _{r}} són la permeabilitat relativa i la permitivitat de l'ompliment de la cavitat respectivament.

### Cavitat cilíndrica

Cavitat cilíndrica

Les solucions de camp d'una cavitat cilíndrica de longitud {\displaystyle \scriptstyle L} i radi {\displaystyle \scriptstyle R} segueix de les solucions d'una guia d'ones cilíndrica amb condicions de límit elèctriques addicionals a la posició de les plaques de tancament. Les freqüències de ressonància són diferents per als modes TE i TM.
Modes TM

| {\displaystyle f_{mnp}={\frac {c}{2\pi {\sqrt {\mu _{r}\epsilon _{r}}}}}{\sqrt {\left({\frac {X_{mn}}{R}}\right)^{2}+\left({\frac {p\pi }{L}}\right)^{2}}}} | \| \| \| \| \| \| \| \| | (2a) |
| |                         |      |
| |                         |      |

Modes TE
{\displaystyle f_{mnp}={\frac {c}{2\pi {\sqrt {\mu _{r}\epsilon _{r}}}}}{\sqrt {\left({\frac {X'_{mn}}{R}}\right)^{2}+\left({\frac {p\pi }{L}}\right)^{2}}}}